# Asciburgium
Asciburgium war ein römischer Garnisonsplatz am Niedergermanischen Limes, der 2021 zum UNESCO-Weltkulturerbe erhoben wurde. Das heutige Bodendenkmal liegt im Moerser Stadtteil Asberg im Kreis Wesel am Niederrhein. Es überwachte von der frühen römischen Zeit an das rechtsrheinisch gegenüber liegende Mündungsgebiet der Ruhr sowie den dort verlaufenden mutmaßlichen Vorläufer des mittelalterlichen Hellwegs.
Asciburgium gehört zu den besterforschten Auxiliarlagern der Provinz Germania inferior. Die Ausgrabungen erbrachten einen seltenen Nachweis dafür, dass schon in der Zeit von Augustus römische Truppen in dieser Region anwesend waren.

## Lage

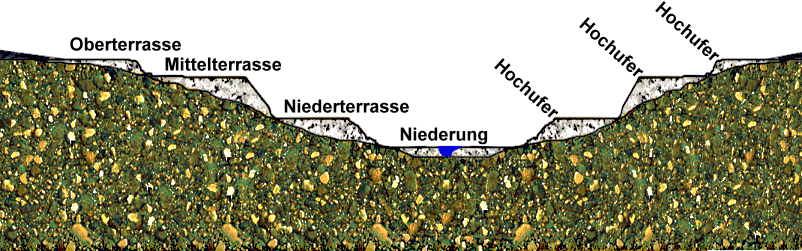
Flussterrassen

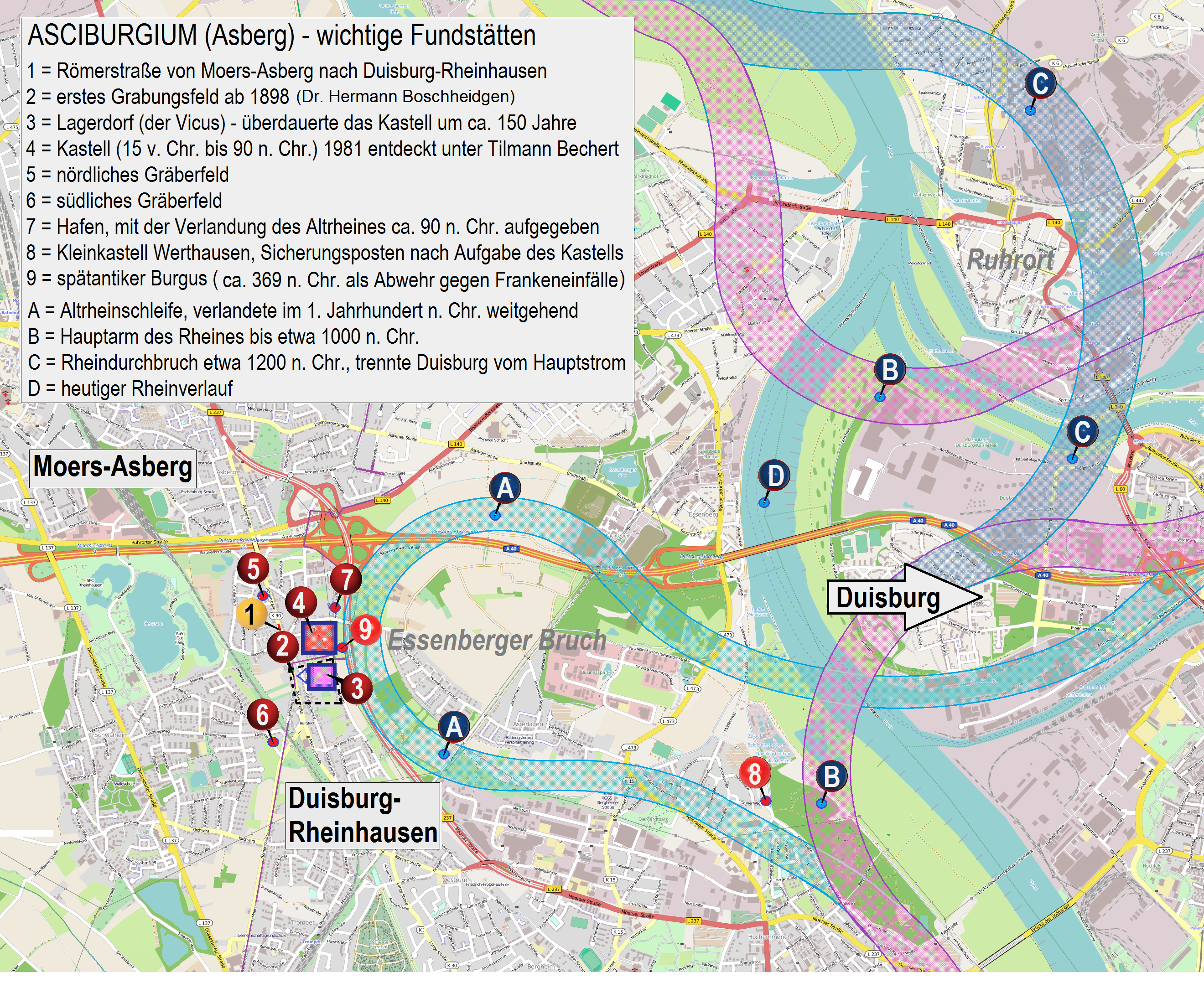
Römische Fundstellen in und bei Asciburgium

Das „Burgfeld“ von Moers-Asberg, unter dem sich die römischen Relikte befinden, gehört zur Mittleren Niederrheinebene. Das Gelände hatte sich durch Bewegungen der Erdkruste und extreme Klimaschwankungen gegen Ende des Pleistozäns herausgebildet. Es ist unter anderem durch die sogenannten Niederterrassen geprägt, die den Rhein auf beiden Seiten flankieren. Da die Terrassen immer hochwasserfrei waren, boten sie sich zu Siedlungszwecken geradezu an; alle römischen Militärlager zwischen Novaesium und Burginatium lagen unmittelbar auf der Terrassenkante.
Diejenige Kante, auf der sich Asciburgium befand, ist auch im heutigen Siedlungsbild noch deutlich zu erkennen. Von rund 30 m ü. NHN unmittelbar oberhalb des Terrassenrandes fällt das Gelände nach Osten, zum alten Flussbett hin deutlich um etwa sechs Meter ab.
Das Kastell lag direkt an einem in römischer Zeit zunächst noch schiffbaren Altarm des Rheins. Als Asciburgium gegründet wurde, hatte sich die Hauptrinne des Stroms schon um zwei Kilometer nach Osten verlagert, das Kastell verfügte dennoch über einen eigenen Hafen und war über den Altarm an die Hauptverkehrsrinne angebunden. Der Altarm, der bereits in der zweiten Hälfte des ersten nachchristlichen Jahrhunderts trockenzufallen begann, ist heute verlandet, zeichnet sich aber als „Essensberger Bruch“ noch augenfällig im Gelände und auf Landkarten ab.
Von seiner Position aus sicherte die Garnison die Mündung der Ruhr gegen germanische Überfälle aus östlicher Richtung ab, in die auch der Vorläufer des Hellwegs führte, eine alte Handelsstraße, die vom linken Niederrhein über das Gebiet des heutigen Duisburgs durch Westfalen bis nach Mitteldeutschland verlief. Das Lager war Bestandteil des Niedergermanischen Limes und lag unmittelbar an der römischen Straße von der Colonia Claudia Ara Agrippinensium (Köln) nach Ulpia Noviomagus Batavorum (Nijmegen), jeweils einen Tagesmarsch von Novaesium (Legionslager Neuss) und Vetera (Xanten) entfernt.
Das Kastell und große Teile des Vicus sind heute von einer modernen Siedlung überbaut und nicht mehr sichtbar.

## Antike Quellen und der Name des Kastellplatzes

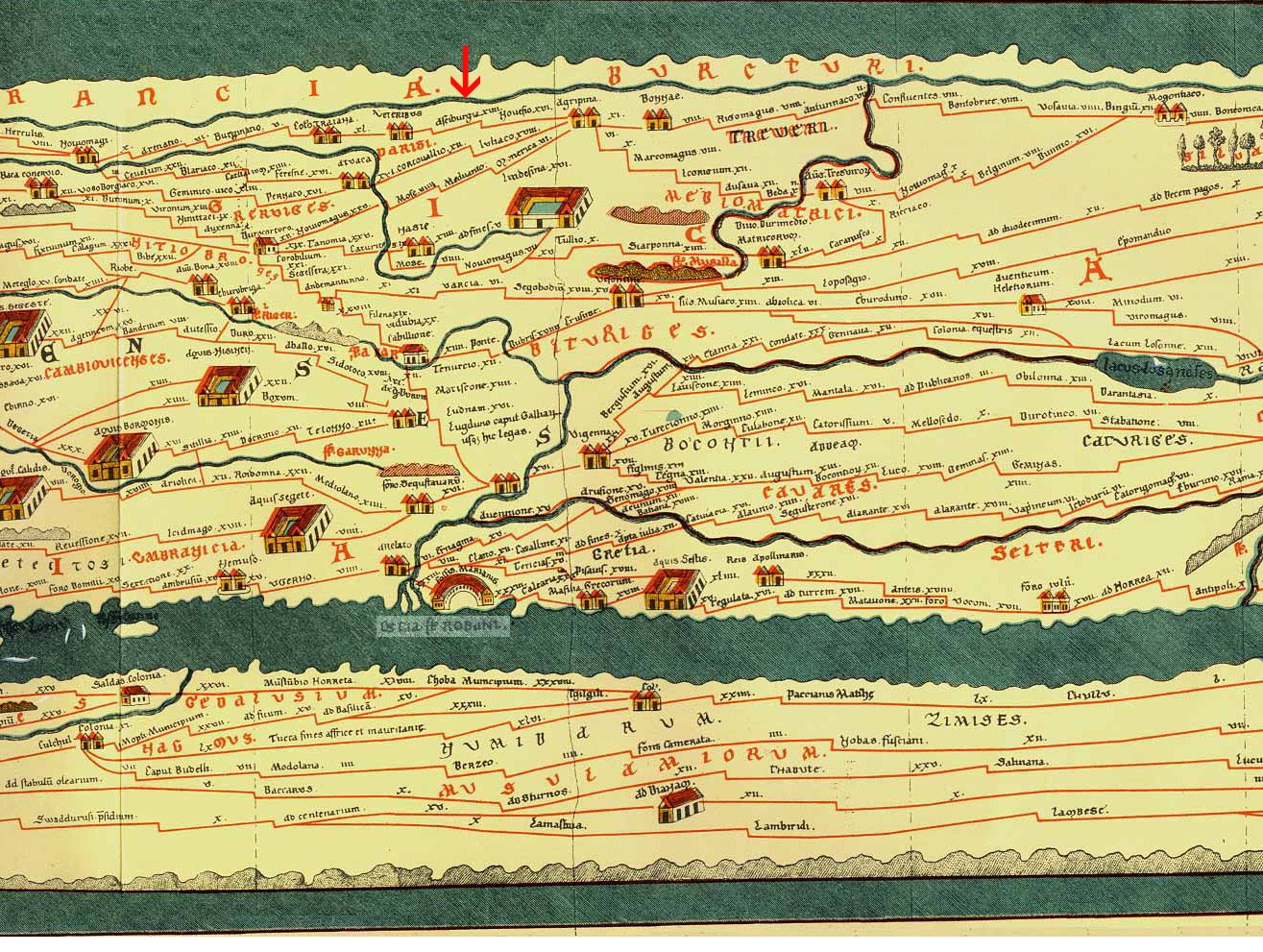
Asciburgium auf der Tabula Peutingeriana, der mittelalterlichen Kopie einer spätantiken Karte

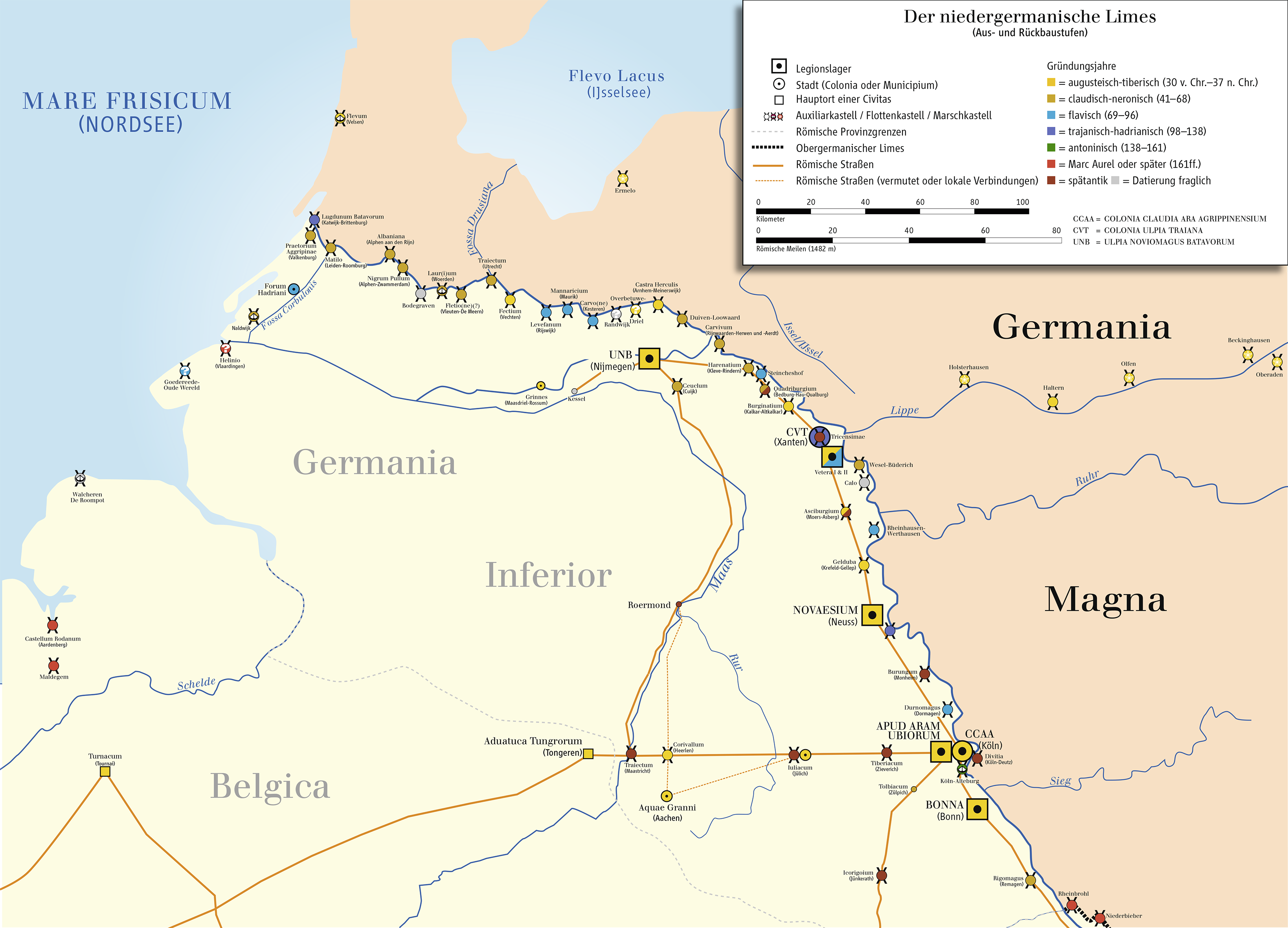
Lage von Asciburgium am Niedergermanischen Limes

Den frühesten konkreten Hinweis auf die Existenz, die Funktion sowie die räumliche und zeitliche Einordnung Asciburgiums gibt Tacitus in seinen Historien Anfang des 2. Jahrhunderts n. Chr. Im Zusammenhang mit der Schilderung des Bataveraufstandes beschreibt er, wie im Jahre 69 die Truppen der aufständischen Bataver auf einem Zug von Vetera/Xanten nach Gelduba/Krefeld-Gellep den Kastellplatz in Asberg überfielen:

“Rapiunt in transitu hiberna alae Asciburgii sita; […]”

„Auf ihrem Durchmarsch plünderten sie das Winterquartier einer in Asciburgium liegenden Ala; […]“

Von geringerer Aussagekraft ist eine Stelle in Tacitus’ wenige Jahre zuvor verfasster Germania:

“Ceterum et Ulixen quidam opinantur longo illo et fabuloso errore in hunc Oceanum delatum adisse Germaniae terras, Asciburgiumque, quod in ripa Rheni situm hodieque incolitur, ab illo constitutum nominatumque; aram quin etiam Ulixi consecratam, adiecto Laertae patris nomine, eodem loco olim repertam, monumentaque et tumulos quosdam Graecis litteris inscriptos in confinio Germaniae Raetiaeque adhuc extare.”

„Übrigens glauben einige, dass auch Ulixes, auf seiner langen und sagenhaften Irrfahrt in jenen Ozean verschlagen, die Küsten Germaniens betreten habe und dass das am Ufer des Rheins gelegene Asciburgium, das noch heute bewohnt wird, von ihm begründet und benannt sei; ja, es sei sogar ein Altar, der von Ulixes unter Beifügung seines väterlichen Namens Laertes sei, an eben jener Stelle einst gefunden worden.“

Konkreten Nutzen liefert hier nur die Aussage, dass Asciburgium am Ufer des Rhein gelegen hat und zu der Zeit, als die Germania verfasst wurde (= frühestens 98 n. Chr.), noch bewohnt war.
Präzisiert wird die Lageangabe aus den Historien des Tacitus schließlich in der Tabula Peutingeriana, der mittelalterlichen Kopie einer römischen Straßenkarte aus der zweiten Hälfte des vierten Jahrhunderts. Hierin findet sich Asciburgium als römische Straßenstation XIII milia passuum (13 römische Meilen = 19,2 km) südlich von Veteribus (= Vetera) und XIIII milia passuum (14 römische Meilen = 20,7 km) nördlich von Novesio (= Novaesium). Einige Verwirrung gestiftet hat hingegen die spätmittelalterliche Kopie einer Karte des griechischen Naturwissenschaftlers und Geographen Claudius Ptolemäus, auf der Asciburgium rechtsrheinisch eingetragen war, etwa auf dem Gebiet des heutigen Duisburgs. Zum Original der Ptolemäus-Karte siehe Askibourgion.
Die Herkunft des Namens Asciburgium ist letztlich ungeklärt. Zwar hat es verschiedene Deutungsansätze gegeben, wobei etymologische Erklärungen auf der Grundlage lateinischer, griechischer, keltischer und germanischer Begriffe versucht wurden, doch konnte sich keiner dieser Deutungsversuche wirklich durchsetzen. Bechert hielt aufgrund der Hafenanlage eine schon ältere, durch Heinrich Simon van Alpen aus dem Nordischen abgeleitete Deutung als „Schiffsburg“ im Sinne eines befestigten Anlegeplatzes für die plausibelste. Eine weitere Möglichkeit ist die Ableitung von germ. *askaz = Esche, und germ. *burg = Burg, also wörtl. „Eschenburg“. Hierbei ist eine relativ allgemeine Bedeutung wahrscheinlich im Sinne von „Waldburg“, denn die Wikinger waren ascomanni (Eschenmänner), weil sie auf Holzschiffen fuhren, ein ascarius war ein Kämpfer mit dem Holzspeer.

## Forschungsgeschichte

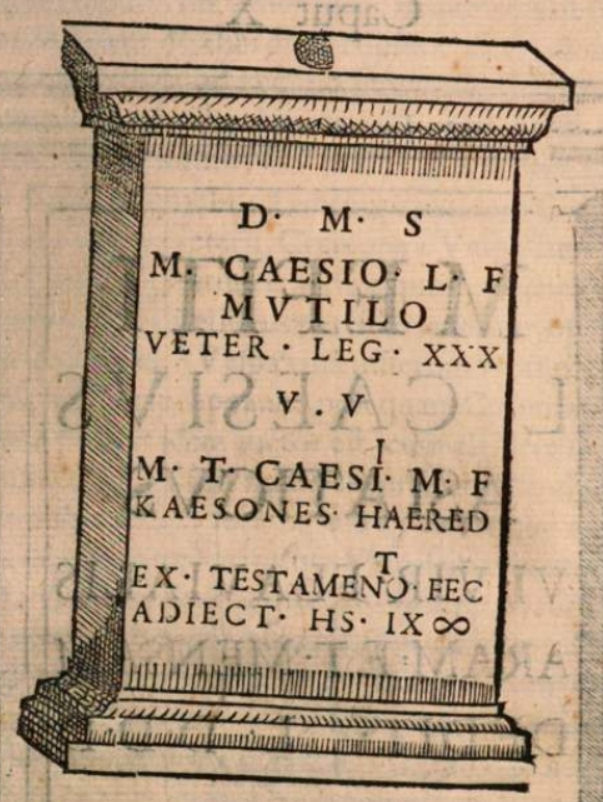
Von Hermann von Neuenahr bei Asberg aufgefundener Grabstein des Veteranen der Legio XXX Ulpia Victrix Marcus Caesius Mutilus, 2. Jahrhundert n. Chr.

Franz Stollwerck (1814–1885)

Plan der Ausgrabungen von Asciburgium unter Boschheidgen

In den Schriftquellen des Mittelalters wird der Ort Asberg erstmals im späten 9. Jahrhundert erwähnt, aber vereinzelte Funde vom „Burgfeld“, die aus der Mitte des 6. Jahrhunderts stammen, belegen eine Besiedlung dieses Platzes bereits in frühmittelalterlicher Zeit.
Seit Hermann von Neuenahr († 1530) (postum veröffentlicht) wurde in der Literatur (unter anderem bei Philipp Clüver und C. V. Weisse) immer wieder von der Existenz des alten Römerlagers berichtet und seit 1591 (erstmals durch Johannes Mercator, einen Enkel Gerhard Mercators) fanden die in dieser Zeit höchstwahrscheinlich noch sichtbaren römischen Hinterlassenschaften (bei Mercator als reliquiae gekennzeichnet) auch Aufnahme in verschiedenen Kartenwerken.
Es dauerte jedoch noch bis 1879, bevor unter der Leitung des Uerdinger Lehrers Franz Stollwerck (1814–1885) die ersten Sondierungen vorgenommen wurden. Systematische archäologische Ausgrabungen erfolgten schließlich ab 1898 unter der Leitung des Moerser Amtsgerichtsrates Heinrich Boschheidgen (1864–1924). Hierbei gelang es zwar, die Anwesenheit römischen Militärs zweifelsfrei nachzuweisen und die Besiedlung des Platzes auf das erste und zweite nachchristliche Jahrhundert zu datieren, nicht jedoch, die Lage des Kastells zu bestimmen. Entsprechende Eintragungen auf den Grabungsplänen dieser Zeit sind hypothetischer Natur.
Im Anschluss an die ersten archäologischen Aktivitäten blieben das „Burgfeld“ und seine römischen Hinterlassenschaften für rund fünf Jahrzehnte weitestgehend sich selbst sowie zahlreichen Raubgräbern und Antiquitätensammlern überlassen. Nur vereinzelt wurden von offizieller Seite Funde geborgen, registriert und publiziert. Erst zu Beginn der 1950er Jahre rückte Asciburgium wieder verstärkt in den Fokus des wissenschaftlichen Interesses. Zu diesem Zeitpunkt wurde innerhalb der provinzialrömischen Archäologie dem niedergermanischen Limes im Allgemeinen mehr Aufmerksamkeit zu Teil, zudem weckte im Besonderen ein reichhaltiges Fundaufkommen aus den örtlichen Kiesgruben das Interesse der Archäologen und Bodendenkmalpfleger des Rheinischen Landesmuseums Bonn. Nachdem 1952 und 1953 in der „Kiesgrube Liesen“ zwei Töpferöfen zu Tage getreten waren, und in der Folgezeit das Fundaufkommen stetig zunahm, begann das Landesmuseum 1956 planmäßige Ausgrabungen durchzuführen, die 1956 von Wilhelm Piepers und im Folgejahr von Siegfried Gollub geleitet wurden.
Schon bald zeichnete sich ab, dass vor dem Hintergrund des rapide fortschreitenden Kiesabbaus weitere umfangreiche und großflächige Grabungen erforderlich werden würden. Da die Kapazitäten des Rheinischen Landesmuseums zu dieser Zeit durch die Kampagnen in Novaesium und Vetera schon stark beansprucht waren, wurden die weiteren Untersuchungen dem Niederrheinischen Museum der Stadt Duisburg übertragen, dessen damaliger Direktor, Fritz Tischler (1910–1967) in den folgenden Jahren die Grabungsleitung übernahm.
Tischler grub von 1957 bis 1967, wobei er das Grabungsareal von der „Kiesgrube Liesen“ ausgehend nach Süden und Westen ausdehnte. Insgesamt legte er ein zusammenhängendes Areal von mehr als 3000 m² frei. Auch ihm gelang es jedoch nicht, die Lage des Kastellplatzes zu bestimmen. Der überwiegende Teil seiner Ausgrabungen bewegte sich im Bereich des Vicus, des zivilen Lagerdorfes knapp südlich der heutigen Moerser Stadtgrenze auf Rheinhausener Gebiet (das im Jahre 1975 nach Duisburg eingemeindet wurde). Einzelne kurze, bei Baugrubenuntersuchungen festgestellte Abschnitte möglicher Verteidigungsgräben ließen sich nicht in einen plausiblen Gesamtzusammenhang bringen.
Die Aufdeckung des Kastells bzw. der Kastelle, wie sich in der Folgezeit noch herausstellen sollte, blieb dann Tilmann Bechert vorbehalten, einem jungen Archäologen des Niederrheinischen Museums. Nach dem unerwarteten Tode Tischlers im Jahr 1967 ruhten zunächst die systematischen Untersuchungen in Asberg. Cornelius Ankel (1930–1976) wurde der Nachfolger Tischlers als Museumsdirektor, während Bechert die Aufarbeitung des tischlerschen Nachlasses besorgte. Eine zunehmende Bautätigkeit auf dem Asberger Gebiet in den Jahren 1967 bis 1969, in deren Rahmen mehrere Gebäude errichtet wurden, ohne dass zuvor der Baugrund resp. die Baugruben einer archäologischen Untersuchung unterzogen worden waren, sorgte dafür, dass man 1969 die systematischen Ausgrabungen wieder aufnahm. Die Grabungen wurden kontinuierlich bis zum Jahr 1981 fortgesetzt und standen unter der Leitung von Tilmann Bechert. 1971 fanden die Ausgräber das langgesuchte Kastell, einige hundert Meter nördlich der zuvor durch Tischler freigelegten Bereiche am Rande der Niederung des Essenberger Bruches, eines alten Rheinarmes. Die planmäßigen Grabungen in Asberg wurden noch bis 1981 fortgeführt, bevor sich 1982 die Aktivitäten des Niederrheinischen Museum von der provinzialrömischen Archäologie wegbewegten und der Stadtkernarchäologie des mittelalterlichen Duisburgs zuwandten.
1984 wurden unter der Leitung von Gernot Tromnau, seinerzeit Direktor des Duisburger Museums, noch einmal Grabungen im nördlichen Gräberfeld durchgeführt. In der Folgezeit erfolgten weitere Untersuchungen ausschließlich in Form von Not- oder Rettungsgrabungen, die zunächst auch noch durch das Niederrheinische Museum, später aber verstärkt durch das Rheinische Amt für Bodendenkmalpflege Xanten bzw. nach der Novellierung des nordrhein-westfälischen Denkmalschutzgesetzes ab 1994 von privaten Grabungsfirmen durchgeführt wurden. Willkürliche, befundwidrige Zuschnitte der Zuständigkeitsbereiche (für die Bereiche der Militärlager und der Gräberfelder ist die Außenstelle Xanten der rheinischen Bodendenkmalpflege zuständig, für den Vicusbereich die Duisburger Stadtarchäologie) verkomplizieren die wissenschaftliche Betreuung Asciburgiums, die nun nicht mehr in einer koordinierenden Hand liegt.

## Befunde, Geschichte und Belegung
Das rechteckige und bis zu 2,3 ha große erste Kastell wurde um 12 v. Chr. zu Beginn der so genannten Drususoffensive erbaut, ein zweites Lager kurz vor der Zeitenwende angelegt. Die dritte Anlage stammt aus der Zeit des Tiberius (14–37), das vierte Kastell wurde in der Zeit des Caligula (37–41) oder des Claudius (41–54) errichtet. Im Bataveraufstand wurde es 69 oder 70 zerstört und danach nochmals zu Beginn der Regierungszeit Vespasians (69–70) als heute so bezeichnetes fünftes Kastell wiedererrichtet.
Das Lager wurde anschließend bis um 83/85 von Auxiliartruppen genutzt und danach planmäßig von den Römern aufgegeben. Der Grund war vermutlich die Verlandung des Altrheinarms bei Asberg (des heutigen Essenberger Bruchs), durch die kein unmittelbarer Zugang zum Fluss mehr bestand. Ein Teil der Funktionen Asciburgiums wurden vom Kleinkastell Werthausen im Gebiet des benachbarten, heutigen Rheinhausen übernommen, das bis zur Mitte des 3. Jahrhunderts genutzt wurde. Das zugehörige Lagerdorf (Vicus) für die Angehörigen der Soldaten und die Veteranen bestand dagegen, wie Münzfunde belegen, mindestens gut einhundert Jahre weiter. Um 230 gab es an dieser Stelle eine Benefiziarierstation. Unter Valentinian I. (354–375) wurde eine kleine, stark befestigte Wehranlage, ein so genannter Burgus errichtet, der noch bis zur Mitte des 5. Jahrhunderts genutzt wurde.

### Frühkaiserzeitliche Militäranlagen
Alle fünf Kastellanlagen, die auf dem Burgfeld nachgewiesen worden sind, waren als reine Holz-Erde-Lager errichtet worden. Da sie von den Römern nach ihrer Auflassung systematisch niedergelegt und planiert wurden, hinterließen sie keinerlei obertägig sichtbare Spuren im Gelände. Von den fünf Kastellen besaßen mindestens die ersten drei einen rundlichen Grundriss, erst für das letzte ist die typische, rechteckige Form gesichert. Alle Anlagen waren mit ihrer Porta praetoria (Haupttor) nach Osten, zum Rhein und damit in Richtung auf die potentiellen Feinde hin ausgerichtet, wie es den römischen Heeresdienstvorschriften entsprach. Vermutlich ließ man bei den Kastellneuanlagen die jeweils alte Umwehrung so lange bestehen, bis die Anlage von der neuen Befestigung umschlossen war. Erst dann wurde die alte Anlage abgebaut und einplaniert.

#### Kastell I (sog. Drususkastell)

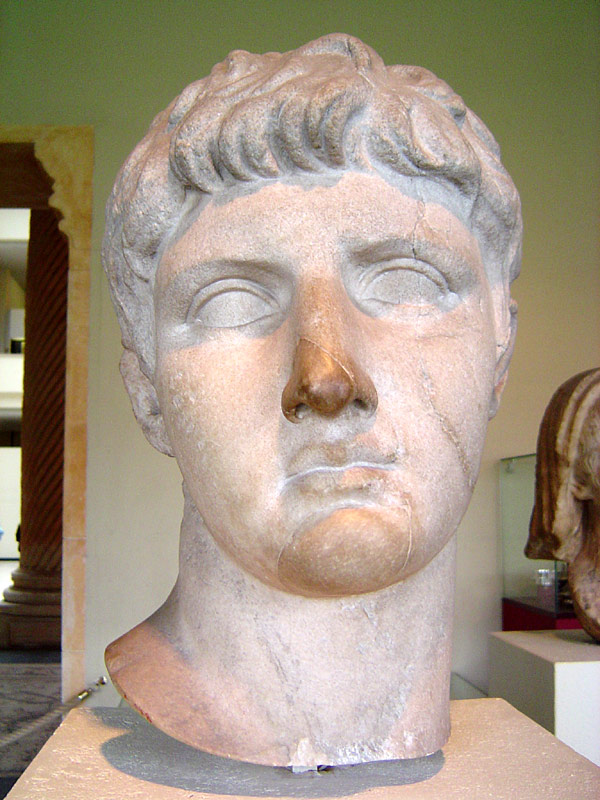
Drusus (38–9 v. Chr.)

Von dem ältesten Asberger Militärlager (etwa 12 v. Chr.) waren zur Zeit seiner Aufdeckung (1971 ff.) nicht mehr allzu viele Befunde erhalten bzw. greifbar. Lediglich der rundlich verlaufende, muldenförmige Wehrgraben konnte im Norden der Anlage als Doppel- und im südöstlichen Kastellbereich als Einzelgraben festgestellt werden. Eine Umwallung oder Holz-Erde-Mauer wurde nicht nachgewiesen, vermutlich besaß die Umwehrung keine Fundamentierung. Die Rekonstruktion der freigelegten Grabenstücke ließ auf ein Lager von etwas mehr als 1,5 ha Innenfläche schließen. Im Kastellinneren fanden sich lediglich einige Gruben; Befunde wie Pfostenlöcher oder Fundamentgräben, die auf Innenbauten aus Holz oder Fachwerk hätten hinweisen können, fehlten gänzlich. Wahrscheinlich war die Truppe in Zelten untergebracht.
So spärlich die Bodenspuren auch waren, so aussagekräftig waren die Funde, die den Befunden zugeordnet werden konnten. Auffällig war das häufige Vorkommen eines italischen Terra-Sigillata-Typs mit stark überhängendem Rand, der als „Service Ia“ in die Literatur eingegangen ist. Hierbei handelt es sich um die älteste bekannte Sigillata-Form überhaupt. Sie wurde unter anderem in Arezzo („arretinische Sigillata“) zwischen 30 und 10 v. Chr. produziert und zum Ende dieses Produktionszeitraums noch in die von Drusus (38–9 v. Chr.) um das Jahr 12 v. Chr. angelegten Kastelle ausgeliefert. In Militärlagern, die ab den Jahren 8/7 v. Chr. gegründet wurden, kommt dieser Sigillata-Typ bereits nicht mehr vor. Somit ist das Kastell I mit Sicherheit eines jener (angeblich 50) Lager gewesen, die Drusus kurz vor Beginn der Offensive gegen die Germanen am Rhein angelegt hatte:

“In Rheni quidem ripa quinquaginta amplius castella dixerit.”

„Am Rheinufer selbst errichtete er mehr als 50 Kastelle.“

In dieser Kette der rheinischen Kastelle (im regionalen Flussabschnitt Novaesium – Gelduba – Asciburgium – Vetera) diente Asciburgium vermutlich weniger als Basis zur Ausführung offensiver militärischer Operationen, sondern vielmehr der defensiven Überwachung des Ruhrmündungsgebietes. Mit dieser Aufgabe war wohl noch keine Auxiliareinheit betraut, sondern eine Vexillatio legionis, ein Detachement der benachbarten Legionen (aus Vetera oder aus Novaesium), ungefähr in Kohortenstärke. Hierfür sprechen die häufig vorkommenden Namen von Soldaten offenbar römischen Bürgerrechts, die sich als eigentumsanzeigende Graffiti an zahlreichen Sigillata-Gefäßen fanden (beispielsweise NVMISIVS PRIMVS aus der Campagna, MERVLA aus der Toskana und CORNELIVS).
Das „Drususkastell“ wurde noch in augusteischer Zeit, vermutlich kurz vor der Zeitenwende einplaniert, um Platz für die nächste Anlage zu schaffen.

#### Kastell II
Das zweite Asberger Kastell wurde in augusteischer Zeit, vermutlich kurz vor dem Wechsel vom letzten vorchristlichen zum ersten nachchristlichen Jahrhundert errichtet. Die Holz-Erde-Mauer befand sich rund zehn Meter vor der Befestigung des älteren Kastells, wodurch sich eine um etwa 0,2 ha größere Fläche ergab (also etwa 1,7 ha). Die Umwehrung wurde einmal erneuert und verstärkt, indem die einseitig auf der Außenseite versteifte Mauer durch eine zweischalige Befestigung mit breiterem Wehrgang ersetzt wurde. Diese Verstärkung wurde – wohl als Konsequenz aus der clades Variana – vermutlich im Jahre 9 n. Chr. oder im folgenden Jahr vorgenommen. Die Anlage war von einem einfachen Graben umgeben.
Die Holz-Erde-Mauer und der Wehrgraben konnten im Norden und im Westen des Kastellareals nachgewiesen und untersucht werden. Im Gegensatz zu der Umwehrung waren die Befunde im Lagerinneren eher spärlich, so dass sich keinerlei Aussagen über Aufteilung und Bebauung, die vermutlich auch schon aus einigen festen Gebäuden statt ausschließlich aus Zelten bestand, treffen ließen. Es konnten jedoch zahlreiche Gruben mit ausschließlich augusteischem Fundmaterial ausgegraben werden.
Die Garnison bestand – wie schon beim „Drususkastell“ – aus einer namentlich nicht überlieferten Vexillatio legionis. Wahrscheinlich in frühtiberischer Zeit, möglicherweise im Zusammenhang mit der Abberufung des Germanicus und der folgenden, defensiv ausgerichteten Neukonzeption der römischen Germanienpolitik wurde das Kastell planiert, um Platz für eine neue Fortifikation zu schaffen.

#### Kastell III

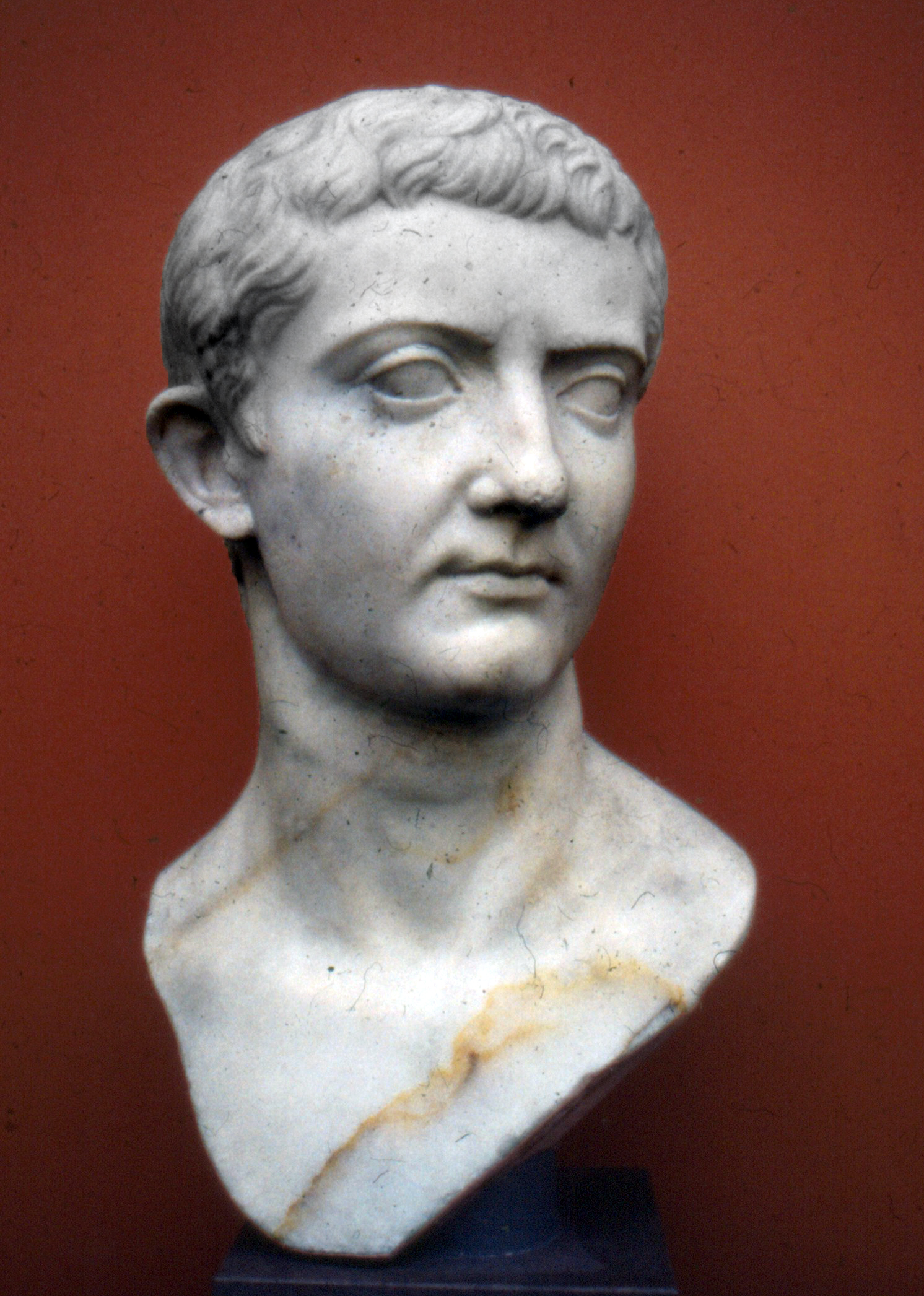
Tiberius (14–37)

Das dritte Militärlager auf dem Asberger Burgfeld wurde frühesten in den Jahren 16 oder 17 angelegt. Seine Umwehrung wurden auf der Nord-, Süd- und Westseite mehrfach angeschnitten bzw. in der Fläche untersucht. Bei der Wehrmauer handelte es sich wahrscheinlich um einen Murus caespiticus, einen aus Rasensoden (caespites) aufgeschichteten Wall, der von einem einfachen Graben umgeben war. Wie die Vorgängeranlagen besaß auch die Umwehrung des dritten Kastells eine rundliche Form. Die Lagerfläche war wieder um gut 0,2 ha größer als die der vorausgehenden Fortifikation.
Im Gegensatz zu den beiden älteren Militärlagern ließen sich beim Kastell III zahlreiche Spuren der Innenbebauung nachweisen, das Lager scheint das erste im Inneren vollständig ausgebaute gewesen zu sein. Fundamentreste der Principia (Stabsgebäude, Kommandantur), des Praetoriums (Wohngebäude des Kommandanten), einer Fabrica (Werkstatt), eines weiteren Wirtschaftsgebäudes mit einem Töpferofen sowie Spuren einiger Mannschaftsbaracken und zahlreiche Gruben wurden archäologisch erfasst. Dabei konnten die ehemals in Fachwerkbauweise ausgeführten Gebäude nur noch anhand der andersartigen Verfärbung des Bodens von ihrer Umgebung differenziert werden, da die zum Bau verwendeten Hölzer völlig vergangen waren.
Die das Kastell belegende Einheit war die Cohors Silaucensium („Silaucenserkohorte“), die ursprünglich in den östlichen Provinzen des Imperiums ausgehoben worden war und die durch den Grabstein eines ihrer Soldaten, der aus Syrien stammte, in Asberg epigraphisch nachgewiesen ist:
Tib(erius) Iul(ius) Car-
etis f(ilius) Sdeb-
das domo
Turo missi-
cius ex coh(orte)
Silauciens-
iu(m) h(ic) s(itus) e(st) Tib(erius) Iul(ius)
Antus f(aciendum) c(uravit)
et Primigenia
lib(erta) eius anno(rum)
III h(ic) s(ita) e(st)
Übersetzt: „Tiberius Iulius Sedebdas, Sohn des Cares, aus Tyros, Reservist der Silaucenserkohorte, liegt hier begraben. Tiberius Iulius Antus hat das Notwendige besorgt. Auch Primigenia, seine Freigelassene, drei Jahre alt, liegt hier begraben.“
Die Cohors Silaucensium war eine reine Infanterieeinheit. Ihre Stärke betrug knapp 500 Mann. Sie blieb vermutlich bis zum Abriss des dritten Kastells in Asberg stationiert und wurde dann nach Bonna (Bonn) verlegt, wo sie ebenfalls epigraphisch bezeugt ist.
Die Verfüllungen des Wehrgrabens und der Gruben im Kastellinneren wiesen eine Mischung aus italischen und südgallischen Sigillaten auf, wobei die südgallische Ware eindeutig dominierte. Die jüngsten Münzen aus dem Füllmaterial waren zwei Prägungen des Caligula (37–41). Mit einiger Sicherheit kann davon ausgegangen werden, dass das Kastell in frühclaudischer Zeit, in den vierziger Jahren des ersten Jahrhunderts unserer Zeitrechnung, einplaniert wurde, um Platz für eine neue Anlage zu gewinnen. Wahrscheinlich stehen Abriss und Neuanlage im Zusammenhang mit den Baumaßnahmen des Gnaeus Domitius Corbulo, Legat des Exercitus Germaniae Inferioris, des Obergermanischen Heeres, in den Jahren 46/47 bis 50. Allerdings können auch die Dislozierungen der Jahre 42/43, die zur Vorbereitung der Eroberung Britanniens dienten, als Ursache nicht gänzlich ausgeschlossen werden.

#### Kastell IV

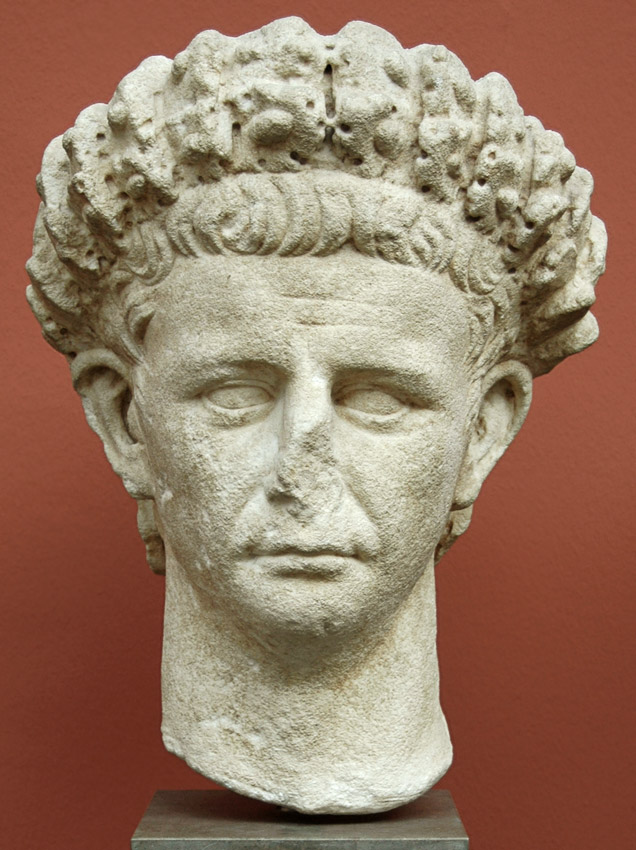
Claudius (41–54)

An die Stelle der Cohors Silaucensium trat in frühclaudischer Zeit (etwa 41 n. Chr.) mit der Ala I Tungrorum Frontoniana erstmals eine Ala, eine Kavallerieeinheit von knapp 500 Mann Stärke, die ursprünglich im Gebiet der Tungerer ausgehoben worden war und den Beinamen Frontoniana trug. Auch ihre Existenz ist durch die Grabinschrift eines ihrer Reiter gesichert:
[---]cin[---]s Dacraio-
nis f(ilius) [---]VC IS cives
Tribocus aeques(!) alae
[Fro]ntonianae an(n)o(rum) [---]
st[ipe]ndi(orum) XX[I]V hic situs
est her(es) fu(nus) f(aciendum) c(uravit)
Übersetzt: „Licinus(?), Sohn des Dacraio, aus Uruncis(?), vom Stamm der Triboker, Reiter der Ala Frontoniana, ? Jahre alt, 24 Dienstjahre, liegt hier begraben. Sein Erbe hat für die notwendige Bestattung gesorgt.“
Allein schon der Wechsel von einer Infanterie- zu einer Kavallerieeinheit brachte – neben den oben beschriebenen grundsätzlichen strategischen Hintergründen – durch den größeren Platzbedarf und die andersartigen strukturellen Bedürfnisse die Notwendigkeit mit sich, ein neues Lager zu errichten. Das neue Kastell besaß vermutlich ebenfalls noch eine rundliche Form, wenngleich von seinem Umriss nicht allzu viel freigelegt werden konnte, so dass theoretisch auch ein rechteckiger oder anderer Grundriss nicht gänzlich ausgeschlossen werden kann. Die Spuren, die das vierte Asberger Kastell im Boden hinterlassen hatte, waren nicht so zahlreich und eindeutig, wie die der Vorgängeranlage. Der Graben konnte nur an zwei Stellen angeschnitten werden, die Wehrmauer bzw. Umwallung war überhaupt nicht nachweisbar. Auch im Inneren des Militärlagers waren nur einige wenige Gebäudereste klar identifizierbar, darunter Teile von Mannschaftsbaracken und einige Gruben. Das häufige Vorkommen von Pferdegeschirrteilen in der Retentura (rückwärtiger Lagerteil) weist darauf hin, dass dort Pferdeställe existierten. Die Sigillaten-Funde bestanden ausschließlich aus südgallischer Ware, es gab keine Beimischung italischer Sigillata.
Das Kastell IV bestand über zwei Jahrzehnte und fand sein Ende vermutlich während des Bataveraufstandes (69–71 n. Chr.) unter Iulius Civilis. Eine flächendeckende Planierschicht, durchsetzt mit Holzkohlefragmenten und verziegeltem Lehm, spricht zumindest für einen kleineren, nicht flächendeckenden Brand, und könnte somit den Bericht des Tacitus bestätigen, demzufolge im Herbst 69 das Lager von den Truppen des Civilis genommen worden sein soll.
Die Ala I Tungrorum Frontoniana, noch 71 n. Chr. in Niedergermanien nachgewiesen, war anschließend kurzfristig in Dalmatien um anschließend in Pannonien im Jahr 73 n. Chr. das Auxiliarkastell von Aquincum zu erbauen.

#### Kastell V

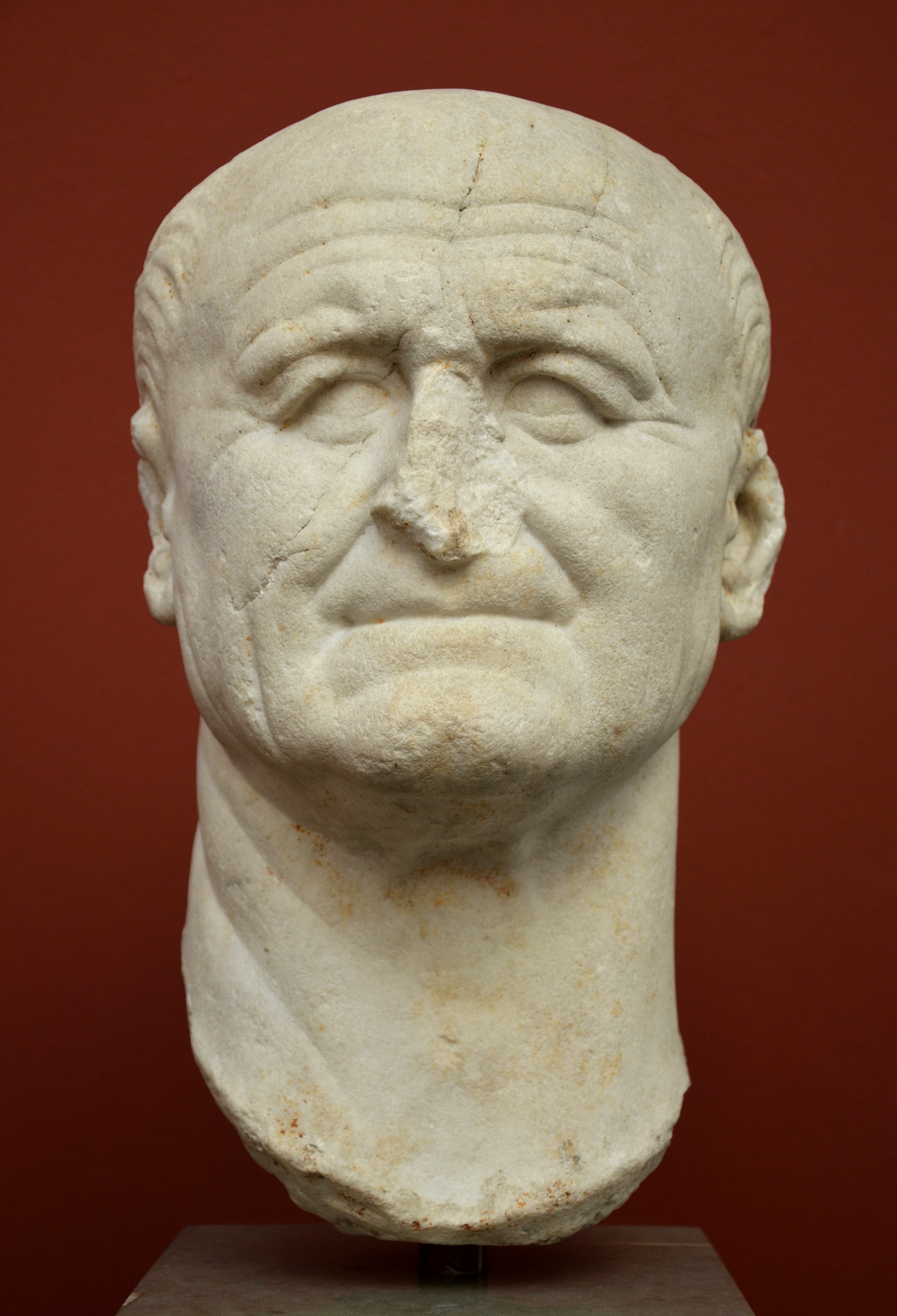
Vespasian (69–79)

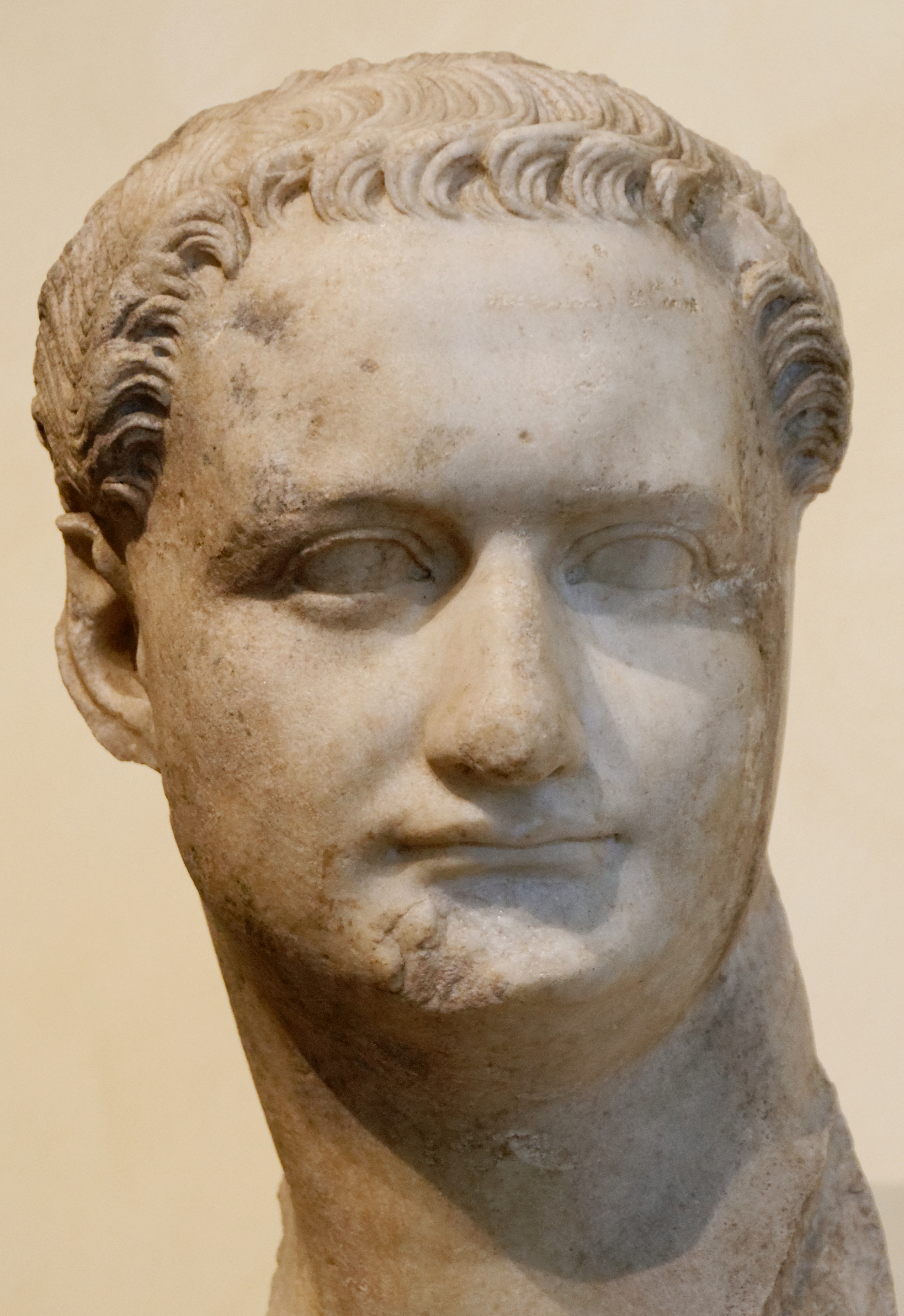
Domitian (81–96)

Die Ala I Tungrorum Frontoniana wurde nach den Ereignissen des Vierkaiserjahres in Pannonien stationiert und durch die Ala Moesica Felix Torquata aus Mösien ersetzt, die in Asberg ebenfalls epigraphisch bezeugt ist:
DOM[3 e]qu[es] alae
Moe[sicae tu]r(ma) Ru[fi]ni
cives [3]V[3 s]tip(endiorum)
XX[
Übersetzt: „Dom…(?), Reiter der Ala Moesica, aus der Turma des Rufinus, vom Stamm der …?…, 2? Dienstjahre, …“
Diese Neubelegung und der damit verbundene Neubau der Asberger Garnison gehört zu den Reorganisationsmaßnahmen zu Beginn der Regentschaft Vespasians, mit denen dieser die Verhältnisse im Bereich des niedergermanischen Heeres (Exercitus Germaniae Inferioris) wieder stabilisierte. Das fünfte Lager von Asciburgium ist bezüglich seiner Umwehrung das am besten bekannte aller Asberger Kastelle. Es besaß den Umriss eines zu einem schwachen Parallelogramm hin tendierenden Rechtecks, das mit seinen Innenmaßen von rund 148 m × 160 m eine Fläche von 2,36 ha bedeckte. Es war von einer drei Meter breit fundamentierten Lehmmauer umgeben, vor der sich auf der Nord-, Süd- und Westseite ein Doppelgraben befand. Auf der zum Altrheinarm im Osten weisenden Prätorialfront setzte der Graben vermutlich aus, da das Kastell dort durch die Mauer und das Wasser des Rheinarms hinreichend geschützt schien. Mit der Porta praetoria (Haupttor) im Osten und der Porta principalis sinistra (linkes Seitentor) im Norden der Anlage konnten zwei der vier Lagertore archäologisch erfasst werden.
Welche Bestandteile der insgesamt bekannten Innenbebauung eindeutig dem Kastell V zuzuweisen sind, ist nicht sicher geklärt, wenngleich von einer vollständigen Innenbebauung dieses Lagers auszugehen ist. Diese ist jedoch als in der obersten, schon in die Humusdecke übergehenden Schicht befindlich durch wiederholtes Überpflügen stark gestört.
Das Kastell bestand bis in die frühe Regierungszeit Domitians (81–96), was durch die Schlussmünze aus dem Kastellareal, einer Prägung aus den Jahren 81/82, gesichert erscheint. Der Grund für die Aufgabe der Asberger Garnison dürfte in der zunehmenden Verlandung des Altrheinarms bestanden haben, wodurch kein ganzjähriger Zugang zur Hauptstromrinne mehr gewährleistet war. So büßte Asciburgium seine einstige strategische Bedeutung ein. Die Ala Moesica wurde nach Obergermanien, in die Wetterau verlegt, war von dort aus möglicherweise an den Kriegen Domitians gegen die Chatten (83–85) beteiligt und ist anschließend in den Wetterau-Kastellen Echzell und Butzbach des obergermanischen Limes bezeugt.

### Mittel- und hochkaiserzeitliche sowie spätantike Militäranlagen

#### Kleinkastell Werthausen in Duisburg-Rheinhausen
Ein Kleinkastell im nahegelegenen Duisburg-Rheinhausener Ortsteil Werthausen übernahm einen Teil der Funktionen des Kastells in Asciburgium. Nachdem dieses um die Jahre 83/85 aufgegeben worden war, hatte wahrscheinlich die Notwendigkeit bestanden, die verkehrsgeographisch und strategisch bedeutsame Mündung der Ruhr am gegenüber liegenden Rheinufer nunmehr von einem anderen Punkt aus zu kontrollieren. Daher wurde noch in flavischer Zeit, vielleicht schon unmittelbar nach Abzug der Asberger Garnison, wofür einiges von dem Fundmaterial aus Werthausen sprechen würde, spätestens jedoch gegen Ende des Jahrhunderts die Rheinhausener Befestigung errichtet. Die Befestigung in Werthausen besaß die Form eines schwach verschobenen Rechtecks und war von einer 1,2 m bis 1,3 m breiten Wehrmauer umgeben. Mit ihren Abmessungen von 38 m × 44 m (Innenmaß) umfasste die Mauer eine Nutzfläche von nur knapp 0,17 ha, womit sie einer Vexillatio in der Stärke von maximal zwei Zenturien (160 Mann) Platz bot. Diese Garnison erfüllte ihre Aufgabe rund 150 Jahre lang und wurde um die Mitte des dritten Jahrhunderts aufgelassen.

#### Limesstraße und Benefiziarierstation

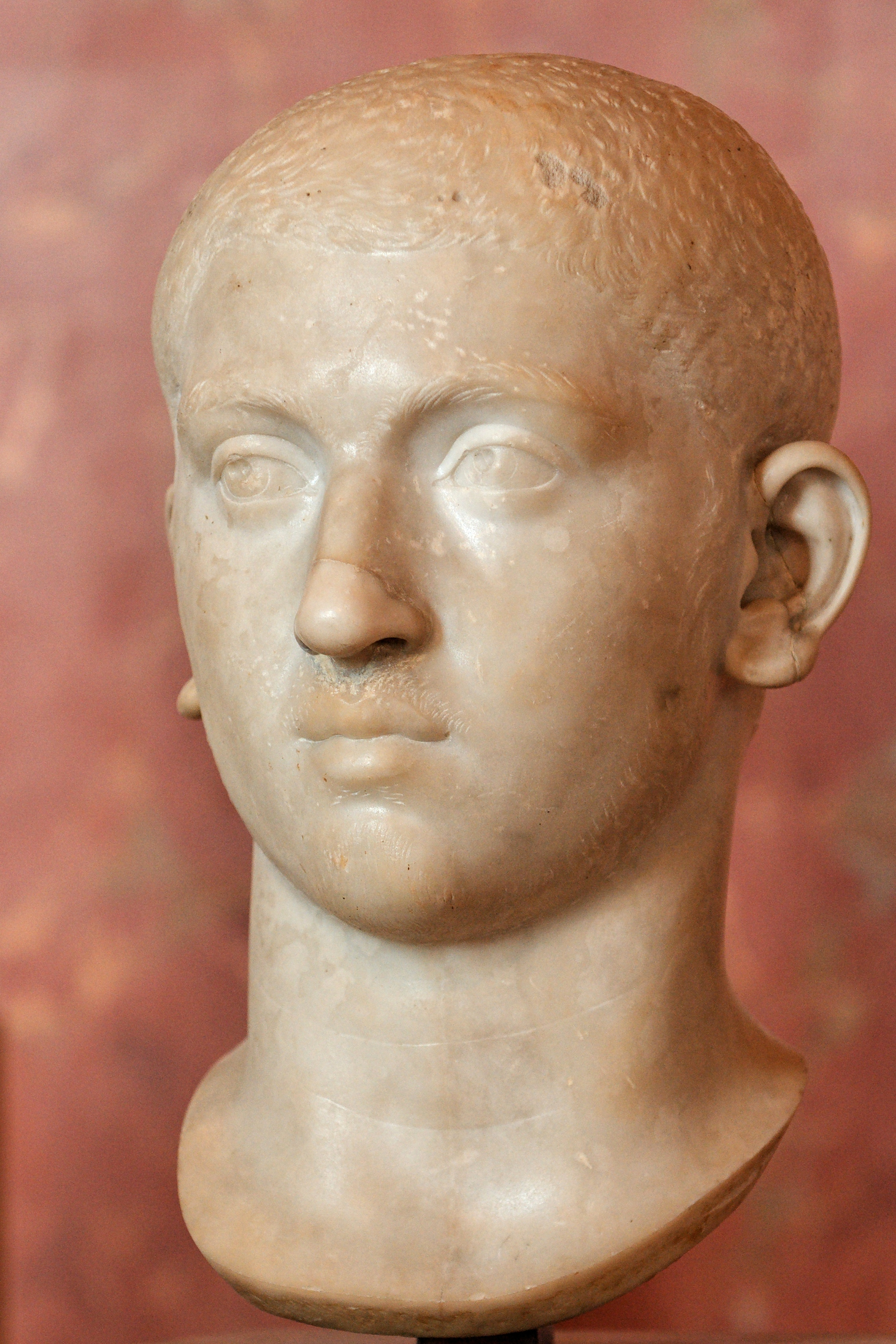
Severus Alexander (222–235)

Über den exakten Verlauf und den Aufbau der Limesstraße (auch: „Rheintalstraße“), welche in ihrem niederrheinischen Abschnitt die Colonia Claudia Ara Agrippinensium bzw. das Römerlager apud aram Ubiorum (Köln) mit der Colonia Ulpia Traiana bzw. mit dem Legionslager Vetera (Xanten) verband und in ihrem Verlauf die dazwischen liegenden Auxiliarkastelle tangierte, ist nicht allzu viel bekannt. Mit Steinen gepflasterte Straßen waren in Niedergermanien selten, der Straßenbelag bestand meistens aus dem regional häufig vorkommenden Kies, oft in mehreren Schichten übereinander. Zur Mitte hin war der Straßenkörper gewölbt, so dass Wasser zu beiden Seiten in die dort angelegten Entwässerungsgräben abfließen konnte. Der Gesamtbreite einer Via publica, einer öffentlichen Straße, sollte nach Vorschrift mindestens 40 römische Fuß (= 11,84 m) betragen, konnte aber auch mehr als das Doppelte erreichen.
Im Jahre 1965 schnitt Fritz Tischler die Römerstraße bei Asberg auf einer Länge von 22 m, 1975 gelang es Tilmann Bechert, einen Querschnitt der Straße in ihrer vollen Breite offenzulegen. Dabei zeigte sich ein 7,0 m bis 8,2 m breiter, in der Mitte schwach gewölbter Straßenkörper aus sechs Lagen Kies, zwischen denen sich Ausgleichsschichten aus Sand und Lehm befanden. Die Funde aus der untersten Kiesschicht wiesen darauf hin, dass der Bau der befestigten Straße unter Tiberius erfolgte, eine unbefestigte Trasse dürfte bereits unter Marcus Vipsanius Agrippa in den Jahren 20/19 v. Chr. angelegt worden sein. Der Straßenkörper erhob sich bis zu einem Meter aus dem angrenzenden Land empor. Auf beiden Seiten waren die Kiespackungen von Faschinenreihen eingefasst, die aus mit Reisig verflochtenen, angespitzten Eichenpfählen bestanden.
Seitdem im 19. Jahrhundert ein Weihestein des Benefiziariers Caius Catonius Respectus auf Asberger Gebiet gefunden worden war, der sich exakt auf das Jahr 230 datieren ließ, galt die Existenz einer Benefiziarierstation in severischer Zeit als gesichert:
I(ovi) O(ptimo) M(aximo)
C(aius) Catonius
Respectus
b(ene)f(iciarius) co(n)s(ularis)
Prisciliano
et Agricola
co(n)s(ulibus)
Übersetzt: „(Zu Ehren) Jupiter(s), des Besten und Höchsten, (setzte) Gaius Catonius Respectus, Benefiziarier des Statthalters, (diesen Altar), unter dem Konsulat des Priscillianus und des Agricola.“
Die Benefiziarier waren eine Art Straßenpolizei aus verdienten Principales (Unteroffizieren) einer Legion, die vom normalen Dienst freigestellt waren. Bei den Benefiziariern von Asberg handelte es sich vermutlich um Angehörige der in Vetera stationierten Legio XXX Ulpia Victrix, die jedoch nicht dem Befehl des Legionslegaten, sondern dem des Statthalters in der CCAA unterstanden. Es sollte noch bis Ende der 1950er Jahre dauern, bevor es Fritz Tischler gelang, die Benefiziarierstation in Asciburgium mit einiger Wahrscheinlichkeit zu lokalisieren. Das in Asberg nicht sehr häufig vorkommende Fundmaterial aus dem frühen dritten Jahrhundert konzentrierte sich auf einen Bereich der Römerstraße, in dem diese leicht von SSO nach SSW abknickte. Hier hatte bereits 1898 Hermann Boschheidgen Fundament- und Mauerreste gefunden. Tischler legte einen 60 m langen Sondierungsschnitt an, durch den weitere Mauerreste, Architekturfragmente und Teile eines aus weißen Kalksteinen und roten Ziegelbrocken gebildeten Mosaikbodens freigelegt wurden. Der Gesamtzusammenhang blieb unklar, jedoch wiesen später entdeckte weitere Fundamentreste darauf hin, dass die Benefiziarierstation von Asberg vermutlich an dieser Stelle zu suchen ist.

#### Wachstation auf dem „Dachsberg“ bei Duisburg-Baerl
In den Jahren 1952/1953 grub Fritz Tischler auf dem „Dachsberg“ im Baerler Ortsteil Lohmannsheide, (gut fünf Kilometer Luftlinie von Asciburgium entfernt, aber dennoch wohl im Kontext der Asberger Befunde stehend), römische Gebäudereste aus, die er irrtümlicherweise für die Überbleibsel einer Villa rustica hielt. Das Fundmaterial, das die Anlage auf den Zeitraum zwischen 150/160 und 230/240 datieren ließ, besaß jedoch eindeutig militärischen Charakter Darunter befanden sich zwei Teile von Pila (Wurfspeeren), militärische Bekleidungsaccessoires und zahlreiche Terra-Sigillata-Fragmente vom Typ Drag. 45. Eine Straßenstation dürfte der Gebäudekomplex, dessen freigelegter Hauptbestandteil ein 16,3 × 8,5 m großes Haus war, mit seinem Abstand von rund vier Kilometern zur Rheintalstraße wohl nicht gewesen sein. Tilmann Bechert sah vielmehr durch die Ähnlichkeit der Befunde zu denen, die Ursula Heimberg in Bergheim-Kenten gemacht hatte, die Funktion der Anlage in der eines Wachtposten, der nach dem Abzug der Asberger Garnison neben dem Kleinkastell Werthausen im Süden die nördliche Absicherung des Asberger Gebietes übernommen haben könnte.

#### Spätantiker Burgus

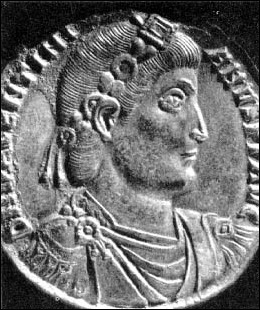
Valentinian I. (364–375)

Nachdem die Franken und Alamannen in den Jahren zwischen 365 und 368 wiederholt den Rhein und die Donau überschritten und die römischen Grenzgebiete geplündert hatten, realisierte Kaiser Valentinian I. (364–375) ab dem Jahr 369 ein umfassendes Festungsbauprogramm, in dessen Rahmen durch die Errichtung zahlreicher Burgi die Situation an den germanischen Grenzen wieder stabilisiert werden sollte:

“At Valentinianus magna animo concipiens et utilia, Rhenum omnem a Raetiarum exordio ad usque fretalem Oceanum magnis molibus conmuniebat, castra extollens altius et castella turresque adsiduas per habiles locos et oportunos, qua Galliarum extenditur longitudo: non numquam etiam ultra flumen aedificiis positis subradens barbaros fines.”

„Valentinian schmiedete bedeutende und nutzbringende Pläne. Den ganzen Rhein, angefangen von Raetien bis zur Meerenge des Ozeans, ließ er mit großen Dämmen befestigen und auf der Höhe Militäranlagen und Kastelle, ferner in dichten Abständen an geeigneten und günstigen Stellen Türme errichten, soweit sich die gallischen Länder erstrecken. Zuweilen wurden auch Gebäude jenseits des Stromes angelegt, wo er das Land der Barbaren berührte.“

Die letzte militärische Anlage Asbergs gehört in den Kontext dieses Bauprogramms, das im Jahre 371 an der Rheingrenze weitgehend abgeschlossen war. Der Asberger Burgus wurde exakt dort errichtet, wo sich die Südostecke des kaiserzeitlichen Kastells befunden hatte. Er bestand aus einem wuchtigen Wohnturm, einer äußeren Umfassungsmauer und einem Wehrgraben.
Die Außenmaße des Innenturms schwankten nur geringfügig zwischen 18,1 × 12,4 m und 18,3 × 12,4 m, die Mächtigkeit seiner Mauern belief sich auf 2,7 bis 3,2 m. Im Inneren des Turmes befanden sich vier 1,2 m mächtige Pfeilder mit quadratischem Grundriss. Die Umfassungsmauer besaß eine Stärke von einem Meter und war möglicherweise (wie bei anderen, vergleichbaren Burgi) mit acht Rundtürmen bewehrt. Neben seiner militärischen Funktion diente der Burgus auch dem Schutze der Bevölkerung in unruhigen Zeiten. Er wurde im fünften Jahrhundert aufgelassen, war aber noch jahrhundertelang als Ruine sichtbar und wahrscheinlich namengebend für das heutige Burgfeld.

### Zivilsiedlungen und Anlagen der zivilen und militärischen Infrastruktur

#### Hafen
Die Lage Asciburgiums an einem alten, aber zum Gründungszeitpunkt des Kastells noch schiffbaren Rheinarm implizierte nahezu zwangsläufig die Existenz eines Hafens, wenn man berücksichtigt, dass in antiker Zeit der Transport von Menschen, Tieren und schweren Gütern auf dem Wasserwege deutlich günstiger war als auf dem Landweg. Gestützt wurden diese grundsätzlichen Überlegungen durch die Funde mehrerer Anker, die von Schiffen gestammt haben könnten, die in Asciburgium anlandeten.
Darunter befand sich ein mächtiger Stockanker mit einem Gewicht von fast drei Zentnern, der auf dem Gebiet von Duisburg-Homberg, auf Höhe der ehemaligen Zufahrt zum Asberger Rheinarm gefunden wurde. Der Ankerstock bestand aus Blei und war mit der Inschrift „LV“ versehen, was ein Eigentumsvermerk gewesen sein, aber möglicherweise auch als Hinweis auf die bis zum Jahr 69 in Vetera stationierte L(egio) V gedeutet werden könnte. Der Asberger Hafen war daher bereits seit dem 19. Jahrhundert an verschiedenen Stellen vermutet worden. Keine dieser Vermutungen konnte jedoch archäologisch bestätigt werden, bis schließlich 1974 im Vorlauf des Baus einer Schnellstraße das alte Ufergelände systematisch nach Bomben des Zweiten Weltkrieges abgesucht wurde. Bei diesen Untersuchungen bestätigte sich die Existenz des Hafens, als unmittelbar vor der Nordostecke des Kastells auf einer Fläche von 12 × 15 m eine Reihe gewaltiger, bis zu vier Metern langer Eichenbalken in Sturzlage aufgefunden wurden, die offenbar zur Konstruktion der Asberger Hafenanlage gehörten.
Diese Anlage besaß keinen aus senkrechten und waagerechten Balken konstruierten, durchgängigen Kai (wie er beispielsweise aus der Colonia Ulpia Traiana bekannt war), den die Schiffe unmittelbar hätten anlaufen können, sondern bestand vermutlich aus dolbenförmig vor der Uferlinie errichteten Pfostengruppen, zwischen denen die Schiffe vertäut wurden, um von dort aus über sie seichte Uferzone hinweg Stege an Land zu legen. An der eigentlichen Uferkante war vermutlich (vielleicht vor der Porta praetoria) eine von mehreren Pfahlreihen gestützte Mole angebracht, die bei zunehmender Verlandung relativ problemlos weiter ins Wasser hinein ausgebaut werden konnte. Die Uferkante selbst war mit Kies und Lehm befestigt und mit Holzpfosten stabilisiert. Diese Konstruktion wurde mindestens einmal erneuert, ausweislich des Fundmaterials wohl zuletzt in flavischer Zeit. Nicht lange danach dürfte die Verlandung des Rheinarms so weit fortgeschritten gewesen sein, dass er nicht mehr ganzjährig schiffbar war. Dieser Umstand dürfte letztlich wohl zur Aufgabe der Asberger Garnison geführt haben.

#### Zivile Besiedlung
Die zivile Besiedlung Asciburgiums gliedert sich in zwei, zeitlich aufeinander folgende, räumlich voneinander getrennte Bereiche. Westlich und vor allem südlich der frühkaiserzeitlichen Militärlager, zwischen der Limesstraße im Osten und der Niederterrassenkante im Westen, lag der Kastellvicus. Zusätzlich fanden sich entlang der Straße die Spuren eines Straßendorfes. Die Münzreihe der zivilen Siedlungsbereiche beginnt mit republikanischen Denaren und endet mit einem Sesterz des Clodius Albinus (um 190 Statthalter in Niedergermanien, 193–195 Mitregent (Caesar), 195–197 Gegenkaiser).

##### Kastellvicus des 1. Jahrhunderts
Wie bei nahezu allen römischen Militärplätzen, die nicht nur vorübergehend besetzt waren, bildete sich auch um die Asberger Garnison schon bald ein Vicus, eine zivile Ansiedlung, in der sich Angehörige der Soldaten sowie Händler, Handwerker, Kneipenwirte (von Canabae leitet sich das Wort „Kneipe“ ab), Bordellbetreiber und andere Dienstleister niederließen. Ihre Bauten, meist lang gestreckte mit ihren Giebeln zur Straße hin ausgerichtete, so genannte Streifenhäuser reihten sich längs der aus dem Kastell heraus führenden Straßen. Werkstätten und Ladenlokale befanden sich in den vorderen, zur Straße hin weisenden Gebäudeteilen, Wohn- und Wirtschaftsräume sowie Stallungen waren in den rückwärtigen Bereichen untergebracht. Der Schwerpunkt des Vicus von Asberg wurde hauptsächlich im Süden des Kastellplatzes nachgewiesen, nördlich des Lagers fehlten entsprechende Befunde gänzlich. Das datierbare Fundmaterial wurde von italischer und südgallischer Terra Sigillata dominiert, während mittel- und ostgallische Ware deutlich seltener vorhanden war.
Das Kastelldorf entstand in augusteischer Zeit, aber nicht unmittelbar zusammen mit dem Drususkastell, sondern erst in der Zeit des zweiten Lagers, kurz nach der Zeitenwende. Seine Blütezeit, in der es rund 1500 Einwohner (ohne die 500 Soldaten des Kastells) besessen haben dürfte, erlebte es – ausweislich der Quantität und Qualität des Fundaufkommens – in claudisch-neronischer Zeit, bevor es im Jahr 69 von den Batavern zerstört wurde. Innerhalb der so genannten Hauptbauphase 1, der Zeit zwischen Gründung und Zerstörung, lassen sich zwei Zwischenbauphasen differenzieren. Dabei änderte sich unter anderem die Ausrichtung der Streifenhäuser auf die Ausfallstraße hin. Auch war der Vicus während der ersten Jahrzehnte seines Bestehens von einem Graben und vermutlich auch von einer Rasensodenmauer oder einem Erdwall umgeben, die in claudischer Zeit einplaniert wurden. Die zweite Hauptbauphase war frühvespasianisch und entstand zeitgleich mit dem fünften Kastell um 70 n. Chr.
Von den wirtschaftlichen Strukturen, die sicherlich in größerem Umfang existiert haben müssen, ist einzig eine Töpferei mit zwei Brennöfen ausgegraben worden, in der um die Mitte des zweiten Jahrhunderts einfache Gebrauchskeramik hergestellt wurde. Für keine der Bauphasen wurden bislang Thermenanlagen oder ein Kultbezirke archäologisch nachgewiesen, ihre Existenz muss jedoch – analog zu den Befunden anderer Vici – vorausgesetzt werden. Das Fehlen entsprechender Befunde ist vermutlich darauf zurückzuführen, dass durch die Tischlerschen Grabungen, die sich über rund 3000 m² erstreckten, nur ein kleiner Teil der Siedlung freigelegt werden konnte.

##### Zivilsiedlung des 2. Jahrhunderts
Nachdem Asciburgium um 83/85 vom Militär verlassen worden war, entstand entlang der Limesstraße ein neuer, rein zivil geprägter Siedlungsschwerpunkt in Form eines Straßendorfes von etwa 400 m Länge. Von diesem Bereich des Vicus konnte bislang kein geschlossenes Areal freigelegt werden, seine Ausdehnung konnte nur aufgrund einzelner Befunde und der Streuung des Fundmaterials aus dem zweiten Jahrhundert nachgewiesen werden. Zu dieser Zeit muss der Vicus durchaus eine gewisse Bedeutung und/oder Attraktivität besessen haben, da sich mehrere Legionsveteranen aus Vetera nach der Entlassung aus dem Militärdienst dort mit ihren Familien niederließen. Gegen Ende des zweiten Jahrhunderts dann wurde Asciburgium von einem Germaneneinfall betroffen. Dies belegen Brandschichten und Zerstörungsschichten sowie die Münzreihe, die mit einem Sesterz des Commodus aus dem Jahre 181 gefolgt von einem vereinzelten Sesterz des Clodius Albinus (geprägt 194/195) endet. Es scheint plausibel, dass bis in die Zeit der Benefiziarierstation auch eine zivile Siedlung in Asciburgium bestand, es gibt jedoch keine entsprechenden Befunde und nur geringe Mengen Fundmaterial aus der Zeit des beginnenden dritten Jahrhunderts.

#### Gräberfelder
Die bisherigen Ausgrabungsbefunde weisen für das Kastell und die Zivilsiedlungen insgesamt zwei größere Gräberfelder aus, die sich gemäß der Vorschrift des Zwölftafelgesetzes

“Hominem mortuum in urbe ne sepelito neve urito.”

„Tote dürfen in der Stadt weder eingeäschert noch begraben werden.“

nördlich und südlich außerhalb des militärischen und zivilen Siedlungsbereiches entlang der Limesstraße Richtung Vetera bzw. Gelduba befanden. Das nördliche Gräberfeld erstreckte sich hauptsächlich westlich, das südliche auf einer Länge von mehr als anderthalb Kilometern zu beiden Seiten der Straße. Bisher sind im nördlichen Friedhof rund 150, im südlichen etwa 220 Brandgräber gefunden worden.
Außergewöhnlich hoch (im Vergleich zu anderen römischen Nekropolen) war der Anteil von Bustumbestattungen an den Asberger Gräbern.

“Bustum … proprie dicitur locus, in quo mortuus est combustus et sepultus …; ubi vero combustus quis tantummodo, alibi vero est sepultus, is locus (ab urendo) ustrina vocatur …”

„Als Bustum wird speziell der Platz bezeichnet, an dem der Tote verbrannt und bestattet worden ist …; wo aber jemand nur verbrannt, jedoch an einem anderen Platz bestattet worden ist, wird dieser Platz (abgeleitet vom Vorgang des Verbrennens) Ustrina genannt.“

Bei den Busta handelte es sich um eine Bestattungsart, die wahrscheinlich nicht italischen, sondern gallischen Ursprungs war. Bei der Bustumbestattung fand die Verbrennung des Toten auf einem Scheiterhaufen statt, der unmittelbar über dem geöffneten Grab aufgeschichtet wurde. Beim Abbrennen und abschließenden Zusammenstürzen des zumindest noch glühenden Scheiterhaufens strahlte die Hitze auch nach unten und zu den Seiten ab und führte zu einer Verziegelung des Bodens und der Wände des Grabes. Die rötliche Verziegelung sowie die Holzkohlereste des Scheiterhaufens sind die Ursache für die typischen schwarz-roten Verfärbungen dieses Bestattungstyps im archäologischen Befund.

##### Nördliches Gräberfeld
Die nördliche Nekropole, zu der auch einige vereinzelte Gräber auf dem „Burgfeld“ selbst zu rechnen sind, wurde, neben einigen Einzelfunden, im Wesentlichen in zwei Kampagnen, 1959/60 unter Fritz Tischler und 1984 unter Gernot Tromnau (dem damaligen Direktor des Niederrheinischen Museums der Stadt Duisburg) untersucht. Bei 99 von den insgesamt 102 Brandgräbern der zweiten Kampagne konnte die genaue Bestattungsart bestimmt werden. Es handelte sich um 59 Brandschuttgräber (= 57,8 %), 27 Busta (= 26,5 %) und 13 Urnengräber (= 12,8 %). Drei Gräber (= 2,9 %) konnten nicht zugeordnet werden. Bei den Gräbern der ersten Kampagne litt die ordnungsgemäße Dokumentation unter den widrigen Umständen der Grabung, die dazu führten, dass man sich weitgehend mit der reinen Bergung der Grabinventare begnügen musste. Den einzelnen Gräberfunden des Burgfeldes entstammt das einzige Asberger Ziegelplattengrab. Die Keramik der Grabinventare entstammte nur zum geringen Teil dem späten ersten, zum weitaus größten Teil dem zweiten Jahrhundert, unter den Fundmünzen dominierten trajanische und hadrianische Prägungen. Das nördliche Gräberfeld ist also mit Sicherheit erst in der ersten Hälfte des zweiten Jahrhunderts, nach dem Abzug der Truppen angelegt worden und diente ausschließlich der Bestattung von Bewohnern der Zivilsiedlung.

Römische Gräber im nördlichen Gräberfeld (1984)
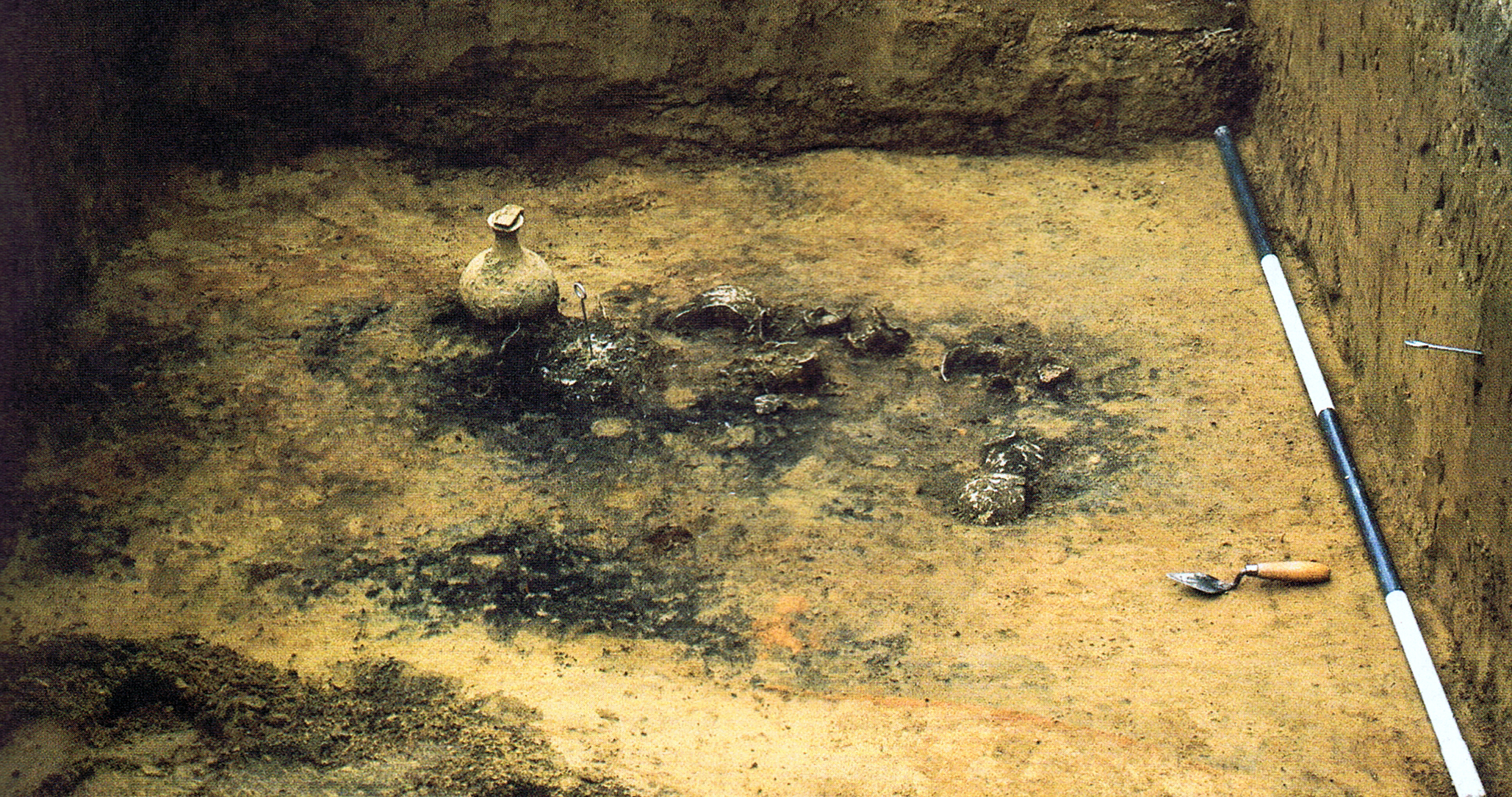
Bustum (Grab 3)
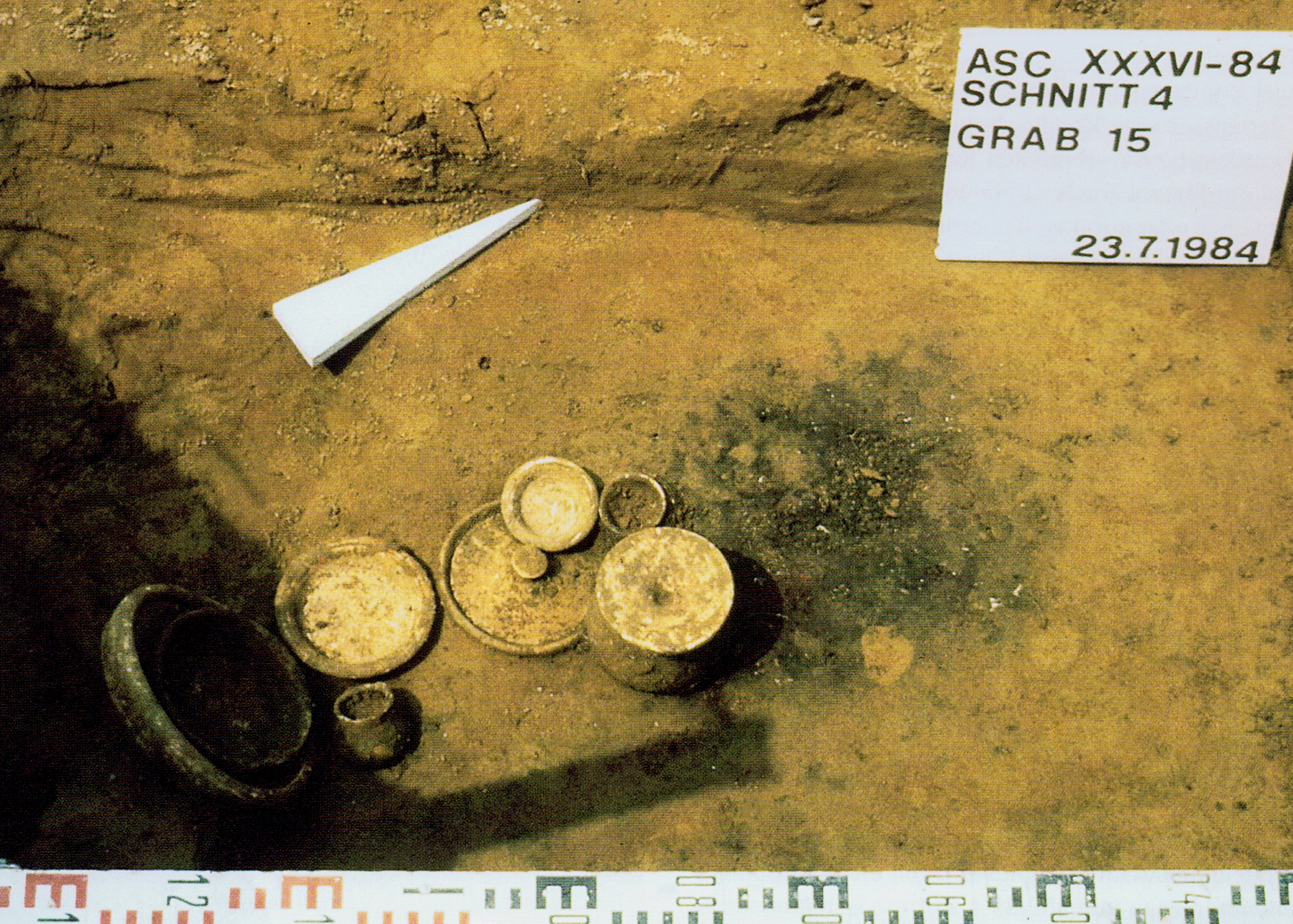
Brandschüttungsgrab (Grab 15)
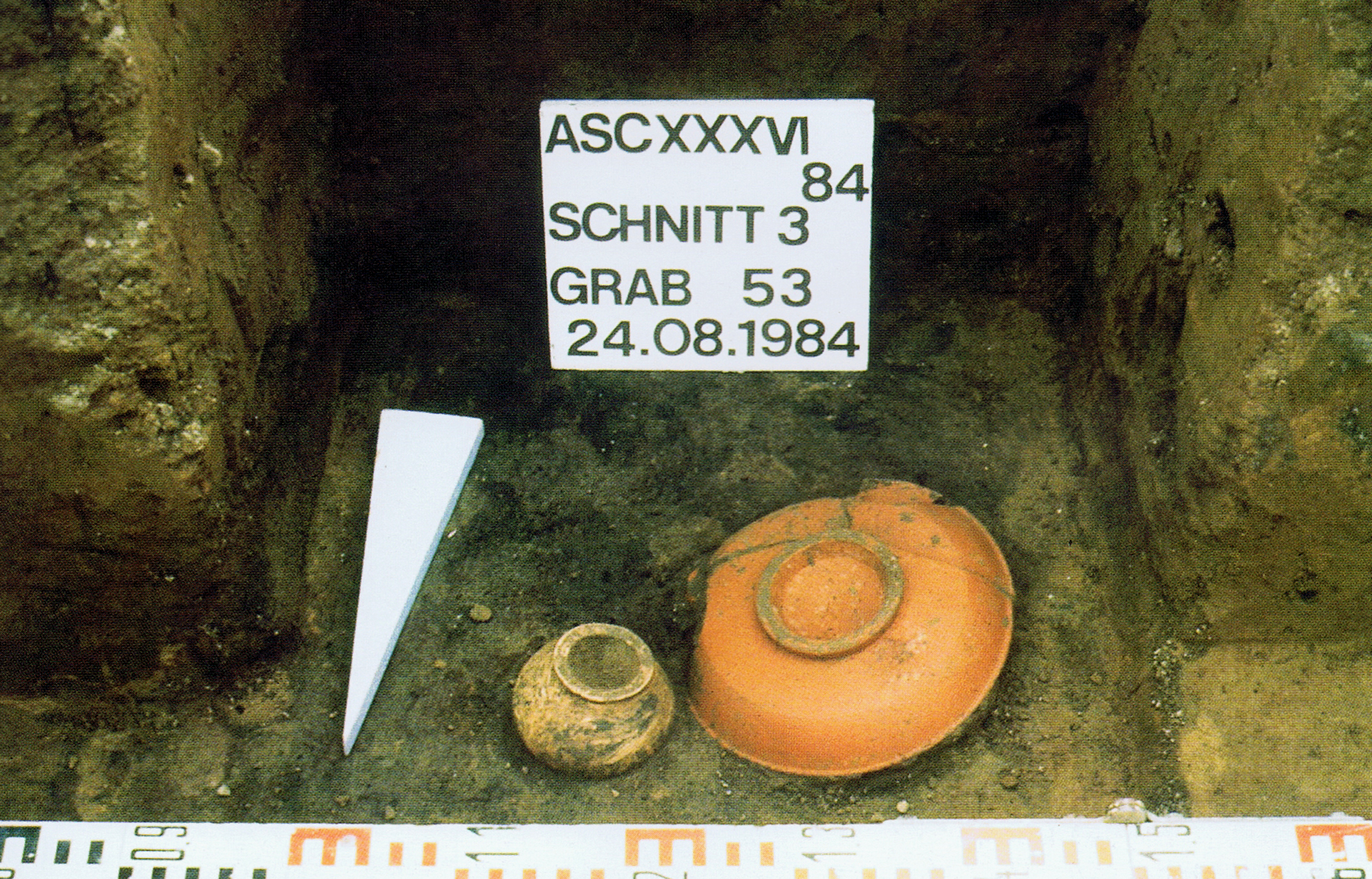
Brandgrubengrab (Grab 53)

##### Südliches Gräberfeld
In der südlichen Nekropole konnten, von wenigen älteren Einzelfunden abgesehen, die mit 213 Bestattungen größte Anzahl an Gräbern in den Jahren 1977/1978 im Zusammenhang mit Straßenbauarbeiten untersucht werden. Dabei wurde in zwei Grabungskampagnen eine Fläche von insgesamt über 2000 m² freigelegt. Im Norden und Westen wurde das aufgedeckte Areal von einem Graben eingefasst. Jenseits dieses Grabens konnten keine Bestattungen mehr nachgewiesen werden, so dass sich zwischen Römerstraße und westlichem Graben eine Breite des Gräberfeldes von rund 70 m ergab. Von den insgesamt 213 Gräbern konnte bei 199 der Grabtyp ermittelt werden. Es handelte sich um 86 Brandschuttgräber (= 40,4 %), 85 Busta (= 39,9 %) und 28 Urnengräber (= 13,1,1 %). 14 Bestattungstypen (= 6,1 %) waren nicht mehr näher bestimmbar. Bei der Terra Sigillata aus den Grabinventaren dominierte südgallische Ware aus der zweiten Hälfte des ersten Jahrhunderts. Die Münzreihe begann mit einem As des Claudius und endete mit zwei Assen des Hadrian, ihr Schwerpunkt lag auf der flavischen bis trajanischen Zeit. die Fibeltypen stammten in ihrer Mehrzahl aus der zweiten Hälfte des ersten Jahrhunderts. Insgesamt ergab sich so ein Bild, nach dem die südliche Nekropole zum größten Teil im letzten Drittel des ersten und darüber hinaus nur zu einem geringen Teil zu Beginn des zweiten Jahrhunderts belegt worden war.
Zwei der prominentesten Funde des südlichen Gräberfeldes, der Grabstein des Licinus (siehe oben, Kastell IV) sowie der Polla-Matidia-Stein waren bereits 1768 bzw. 1906 gefunden worden. Die Inschrift des Matidia-Steines lautet:
Polla Matidia Sp(uri) f(ilia)
Olumphia(!) ann(orum) XXX
hic sita est
L(ucius) Iulius L(uci) f(ilius) Fal(erna)
veteranus leg(ionis) II Aug(ustae)
d(e) p(ecunia) s(ua) f(aciendum) c(uravit)
Übersetzung: „Polla Matidia, Tochter des Spurus, genannt Olymphia, 30 Jahre alt, liegt hier begraben. Lucius Iulius, Sohn des Lucius, aus dem Stimmbezirk Falerna, Veteran der Legio II Augusta, hat von seinem eigenen Gelde für das Notwendige gesorgt.“
Lucius Iulius stammte vermutlich aus Italien (nur dort ist die Tribus Falerna bezeugt) und dürfte kurz vor der Zeitenwende in die 2. Legion eingetreten sein, die zu diesem Zeitpunkt noch in der Provinz Hispania ulterior stationiert war. Als die Legion nach der clades Variana (9 n. Chr.) zur Verstärkung der Rheinarmee abkommandiert wurde, gelangte er mit ihr an den Niederrhein und wird wahrscheinlich kurz nach den Feldzügen des Germanicus (14–16 n. Chr.) aus dem aktiven Dienst ausgeschieden sein, da er als Reservist in Asberg verblieb, statt mit der Legion nach Argentoratum versetzt zu werden. In seiner Begleitung befand sich Polla Matidia, die vermutlich aus der Hispania stammte und wahrscheinlich seine Concubina war. Der Künstlername „Olymphia“ deutet darauf hin, dass sie als Tänzerin, Sängerin oder Schauspielerin zum Tross der Legio II gehörend mit dieser aus Spanien nach Germanien gelangt war. Lucius Iulius war ihr auf jeden Fall so verbunden, dass er ihr de pecunia sua (von seinem eigenen Gelde) ein Grabmal errichtete, wozu er ohne ihr Erbe zu sein (in diesem Fall hätte die Grabinschrift H(eres) F(aciendum) C(uravit) – „Ihr Erbe hat das Notwendige besorgt“ lauten müssen) nicht verpflichtet gewesen wäre.

## Funde aus Asciburgium
|                                                                                           |                                                                       |                                                                       |
| Südgallische Terra Sigillata vom Typ Drag. 30 aus Asciburgium (Museum Burg Linn, Krefeld) | Rippenschale aus dem südlichen Gräberfeld (Museum Burg Linn, Krefeld) | Rippenschale aus dem südlichen Gräberfeld (Museum Burg Linn, Krefeld) |

## Denkmalschutz

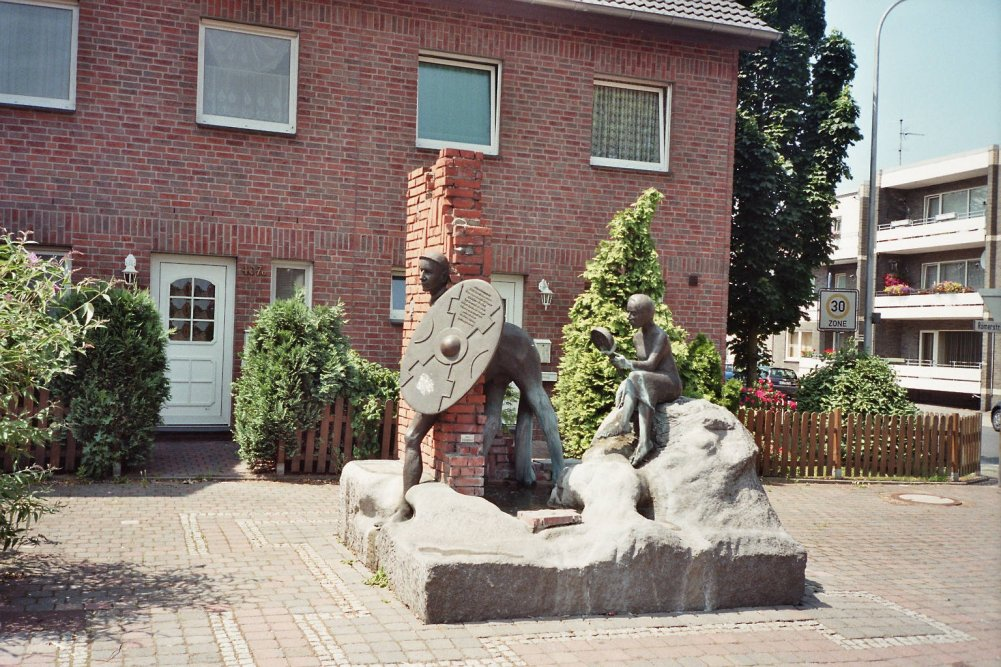
Denkmal für Asciburgium an der Römerstraße in Moers-Asberg

Das Kastell, die Gräberfelder und der Bereich des Kastellvicus sind Bodendenkmale nach dem Gesetz zum Schutz und zur Pflege der Denkmäler im Lande Nordrhein-Westfalen (Denkmalschutzgesetz – DSchG). Nachforschungen und gezieltes Sammeln von Funden sind genehmigungspflichtig gemäß § 13 DschG. Zufallsfunde sind an die Denkmalbehörden zu melden.

## Fundverbleib und Sonderausstellungen
Das umfangreiche Fundmaterial aus Asciburgium befindet sich im Wesentlichen im Kultur- und Stadthistorischen Museum Duisburg, unter dessen Regie die Bechert’schen Ausgrabungen der 1960er bis 1980er Jahre durchgeführt wurden, im Rheinischen Landesmuseum Bonn sowie im Niederrheinischen Landschaftsmuseum des Museumszentrums Burg Linn in Krefeld.
Den seinerzeit aktuellen Stand der Untersuchungen präsentierte das Museum Duisburg in der von September 2013 bis März 2014 währenden Sonderausstellung „Asciburgium – Eine römische Militärsiedlung am Niederrhein“, die von der Archäologin Andrea Gropp konzipiert worden war und unter wissenschaftlicher Beratung durch Tilmann Bechert stand. Neben Exponaten (auch bisher nicht gezeigten Funden aus den letzten Grabungsjahren) wurde der Alltag der Menschen jener Zeit dokumentiert. Der Besucher konnte sich anhand der Exponate und von Karten- und Übersichtsmaterial der wichtigsten Fundstellen einen detaillierten Überblick über den historischen Rahmen und die Forschungsgeschichte verschaffen. Dabei wurden Grabungsfunde und historische Ereignisse in einen Kontext zur Römischen Ära am Niederrhein bis zum Ende des Weströmischen Reiches gestellt.
Weitere Funde, im Besonderen die Funde der ersten Grabungen durch Hermann Boschheidgen, befinden sich im Schlossmuseum Moers. Dort war in Kooperation mit dem Kultur- und Stadthistorischen Museum Duisburg vom 17. Juni 2014 bis 5. Oktober 2014 ebenfalls eine Sonderausstellung „Leben und Sterben in einer römischen Militärsiedlung“ zu sehen.